# Santa Rosa Mountains (Kalifornien)
Die Santa Rosa Mountains sind ein Gebirgszug in den Peninsular Ranges, östlich vom Los-Angeles-Becken und nordöstlich von der Metropolregion San Diego in Südkalifornien in den südwestlichen Vereinigten Staaten.

## Geografie
Das Gebirge erstreckt sich auf einer Länge von ungefähr 48 km an der Westseite des Coachella Valleys in den Riverside, San Diego und Imperial Countys im Süden Kaliforniens. Am Nordende der Santa Rosa Mountains liegt die Grenze zu den San Jacinto Mountains, die durch die California State Route 74 markiert wird.
Der Toro Peak ist mit 2657 m der höchste Berg innerhalb des Gebirgszugs. Er liegt circa 35 km südlich von Palm Springs an der State Route 74 und an der Nordostseite des Upper Coyote Canyon im Anza-Borrego Desert State Park. Als Teil der Nordamerikanischen kontinentalen Wasserscheide trennen die Santa Rosa Mountains die Salton-Senke mit dem Saltonsee vom Pazifischen Ozean.

## Geschichte
Die südöstlichen Bereiche der Santa Rosa Mountains wurden das erste Mal im Jahr 1774 von Nichteinheimischen gesehen, als eine spanische Expedition unter Führung von Juan Bautista de Anza aus Neuspanien kommend das Coachella Valley und die historische Landschaft Kalifornien erreichte. Karten aus dem 19. Jahrhundert stellen die Santa Rosa Mountains als südliche Ausdehnung der San Jacinto Mountains dar. Der Name "Santa Rosa Mountains" kam erst im Jahr 1901 durch das United States Geological Survey in Gebrauch.

## Natur
Die niedriger gelegenen Gebiete der Santa Rosa Mountains gehören zur Ökoregion der Colorado-Wüste, die höher liegenden Bereiche zum Chaparral und den Bergwäldern Kaliforniens. Chaparral kommt besonders an der östlichen Regenschattenseite des Gebirges vor. Ebenfalls im Osten des Gebirges kann in Canyons mit natürlichen Oasen die einheimische und bedrohte Kalifornische Washingtonpalme (Washingtonia filifera) gefunden werden. Eine weitere stark gefährdete Art in den Santa Rosa Mountains ist das Peninsular-Dickhornschaf (Ovis canadensis cremnobates), das in den Peninsular Ranges endemisch ist.

## Schutzgebiete
Der Großteil der im Riverside County gelegenen nördlichen Santa Rosa Mountains gehört zum Santa Rosa and San Jacinto Mountains National Monument. Es wurde im Jahr 2000 geschaffen und wird gemeinsam vom Bureau of Land Management und vom United States Forest Service im San Bernardino National Forest verwaltet. Der südliche Teil der Santa Rosa Mountains mit dem Toro Peak genannten höchsten Gipfel wird durch den großflächigen Anza-Borrego Desert State Park geschützt. Beide Schutzgebiete verfügen über Besucherzentren, Ausgangspunkte für Wanderungen und viele Wanderwege, die alle Höhenlagen der Santa Rosa Mountains abdecken. Im Jahr 1990 genehmigte die California State Legislature die Gründung der Coachella Valley Mountains Conservancy zum Schutz von diesem und anderen Gebirgen um das Coachella Valley herum.